# Atrichopogon peruvianus
Atrichopogon peruvianus är en tvåvingeart som först beskrevs av Jean-Jacques Kieffer 1917.  Atrichopogon peruvianus ingår i släktet Atrichopogon och familjen svidknott.
Artens utbredningsområde är Peru. Inga underarter finns listade i Catalogue of Life.